# Nuneaton Borough FC
Nuneaton Borough FC är en engelsk fotbollsklubb i Nuneaton, grundad 2008. Hemmamatcherna spelas på Liberty Way. Smeknamnet är The Boro. Klubben spelar sedan säsongen 2019/2020 i Southern Football League Premier Division Central.

## Historia
Klubben grundades 2008 under namnet Nuneaton Town FC efter att föregångaren Nuneaton Borough AFC gått i konkurs. Klubben fortsatte dock att kallas The Boro bland dess anhängare. Man fick börja två divisioner under den gamla klubbens placering, i Southern Football League Division One Midlands (nivå 8 i Englands ligasystem för fotboll). Där kom man direkt tvåa och gick upp via playoff till Southern Football League Premier Division. Där kom man också tvåa direkt och gick återigen upp via playoff, till Conference North. Även där gick man direkt till playoff efter en sjätte plats, men denna gång lyckades man inte vinna playoff. Det gjorde man däremot nästföljande säsong, 2011/12, och gick upp till Conference Premier. Man hade då avancerat tre divisioner på klubbens första fyra säsonger.
2014/15 kom Nuneaton Town sist i Conference Premier och åkte tillbaka ned till National League North, som Conference North bytte namn till. Klubben bytte sommaren 2018 namn till Nuneaton Borough FC.